# Ferrari 156

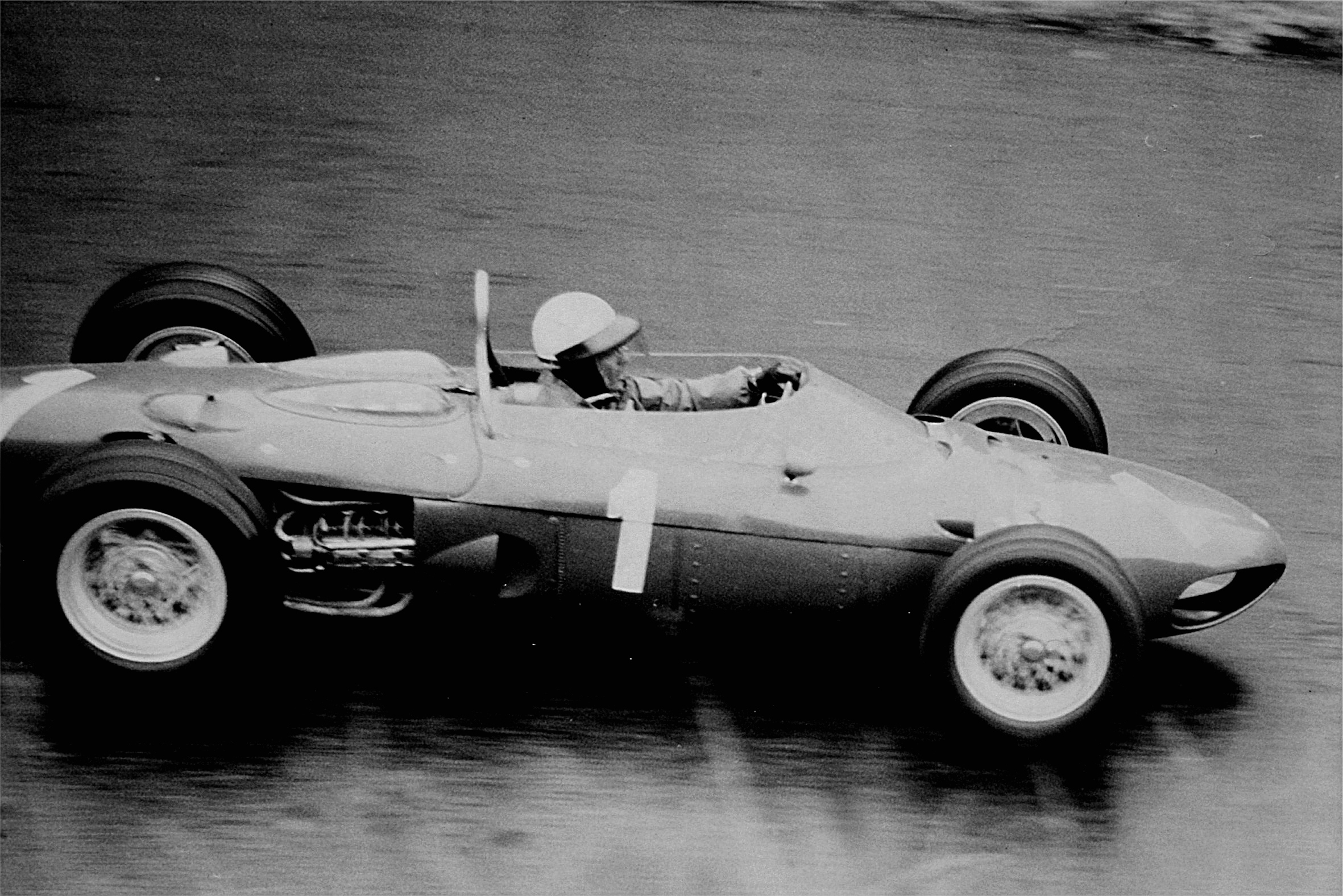
La Ferrari 156, conduite par Phil Hill lors du Grand Prix d'Allemagne 1962.

La Ferrari 156 est une monoplace de Formule 1 de l'écurie Ferrari qui conduisit  Phil Hill au titre de champion du monde en 1961. Le principal second pilote de Ferrari pour cette saison était Wolfgang von Trips qui disparut tragiquement à son volant dans un accident à l'occasion du Grand Prix d'Italie 1961. À son volant, Giancarlo Baghetti réussit à s'imposer dès son premier Grand Prix en championnat du monde lors du Grand Prix de France 1961.

## Caractéristiques techniques
Cette voiture est construite autour d'un châssis tubulaire et dispose de quatre freins à disque Dunlop, les freins arrière sont inboard, accolés à la boîte de vitesses. Le moteur créé par Carlo Chiti existe en deux versions : V6 à 65° ou V6 à 120°. Cette dernière est retenue car elle offre plus de souplesse et d'agrément tandis que l'autre fut réservée pour les pilotes engagés en plus des pilotes titulaires comme  Olivier Gendebien pour l'Écurie nationale belge au Grand Prix de Francorchamps en 1961. 
La 156 est la première monoplace de Formule 1 de Ferrari à adopter un moteur central-arrière, situé entre le pilote et l'axe des roues arrière. Cette disposition permet d'obtenir une meilleure répartition de la masse de la voiture, la rendant plus agile. Enzo Ferrari a longtemps méprisé cette architecture mais, après la cuisante défaite des D246 à moteur avant face aux Cooper et Lotus à moteur arrière pourtant moins puissantes en 1960, il a dû se résoudre à l'adopter sur ses voitures. 
La forme caractéristique de l'avant lui vaut d'être surnommée shark nose (nez de requin). 

### Moteur et transmission
- Ferrari 1,5 V6 (Type 178)
  - Disposition : 6 cylindres en V à 120° ou 65°
  - Cylindrée : 1 476,60 cm3
  - Alimentation : 2 carburateurs Weber triple corps (3 Weber double corps)
  - Puissance Maxi : 190 chevaux
  - Régime Maxi : 9 500 tours par minute
- Transmission : Ferrari à 6 vitesses

### Châssis
- Longueur : 4,06 m
- Voie avant : 	1,20 m
- Voie arrière : 1,2 m
- Hauteur: 1 m
- Pneumatiques : Dunlop.
- Essence et Huile : Shell.

## Pilotes

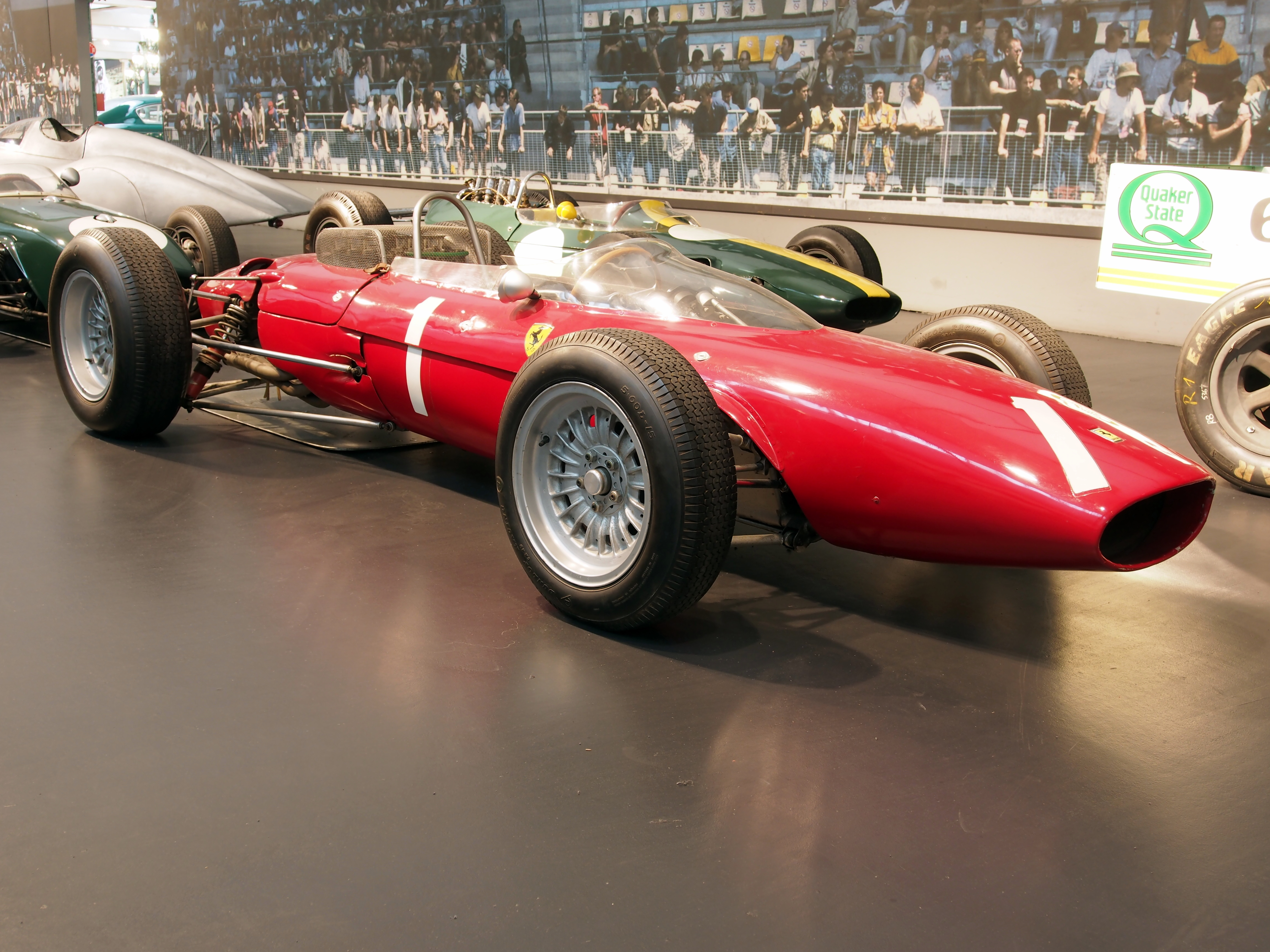
La Ferrari 156/63 en exposition.

- Phil Hill
- Wolfgang von Trips
- John Surtees
- Giancarlo Baghetti
- Olivier Gendebien
- Richie Ginther
- Willy Mairesse
- Pedro Rodríguez
- Ricardo Rodriguez
- Ludovico Scarfiotti
- Innes Ireland
- Lorenzo Bandini

## Palmarès
- Classement Championnat Constructeurs 1961: Ferrari, 1er avec 40 points (sur 52).
- Classement Championnat Pilotes 1961:
  - Phil Hill, 1er avec 34 points (sur 38)
  - Wolfgang von Trips, 2e avec 33 points
  - Richie Ginther, 5e avec 16 points
  - Giancarlo Baghetti, 9e avec 9 points
  - John Surtees, 12e avec 4 points
  - Olivier Gendebien, 13e avec 3 points

- Victoires:
  - Pays-Bas, Belgique, France, Grande-Bretagne et Italie en 1961.
  - Allemagne en 1963.
  - Autriche en 1964.

## Sources
- « Ferrari 156 : The Formula One DataBase », sur f1db.com via Wikiwix (consulté le 19 janvier 2024)